# Az összeadás képességének fejlődése

## Csecsemők
Az összeadás egyszerű formái meglepően korán megjelennek. 6-8 hónapos csecsemőknél kísérletileg igazolták, hogy könnyedén megkülönböztetnek két tárgyat háromtól, talán még hármat is négytől; valamint meghallják a két és a három hang közötti különbséget. Feltételezhető, hogy genetikailag előhuzalozott számosságdetektorral (egyes feltevések szerint a mentális számegyenessel) jönnek a világra, mivel a környezet kétértelműsége (pl.: némely tárgy több hangot ad ki, mások egyet sem) megnehezítené a kicsik korai tanulását.
Karen Wynn kísérletei meglehetősen valószínűvé tették, hogy 4,5 hónapos csecsemők képesek azt az egyszerű műveletet elvégezni, hogy 1+1=2. E kísérlet során egy paraván mögé babákat rejtettek, bizonyosakat a csecsemők szeme láttára, másokat ki- vagy belopva, majd az így keletkezett babasokaságot leleplezték;  és azon csecsemők, melyek a be-vagy kicsempészett bábuk miatt a józan ésszel feltételezhetőtől eltérő számú bábut láttak, a meglepődés jeleit mutatták.
A számok sorrendjéről 15 hónapos kortól van fogalmuk, ilyen idős gyerekeknél tapasztalták ugyanis, hogy a nagyobb kupac játékot választják két eltérő számú játékból álló halmaz esetén. A „kisebb” és „nagyobb” fogalmakat feltehetően az összeadási és kivonási műveletek tulajdonságainak megfigyelése során ismerik meg. (A nagyobb szám az, amihez összeadás révén juthatunk el, a kisebb számot pedig kivonással lehet elérni.)

## Óvodáskorú gyerekek
Mind az emberiség történelméből, mind az egyedfejlődésből ismert olyan korszak, amikor az ujjunkon számolunk. (Ujjak helyett vagy mellett bizonyos kőkorszaki szinten élő törzseknél pálcikák, rovások, vagy más hasonló elemekből álló sokaságok, „egyenértékes reprezentáló rendszerek” is használhatóak – „egyenértékes”-en azt értjük, hogy bármely megszámlálandó sokaság számának megállapításához és az ezeken végzett műveletekhez segítségül hívható a reprezentáló rendszer: az ujjak vagy pálcikák jelképezhetnek állatokat, embereket, gyümölcsöket, stb., de akár elvont dolgokat is.)
Ehhez kapcsolódva az összeadás speciális szenzomotoros (a kognitív tudományban és fejlődéspszichológiában használt szóval: enaktív) tevékenységgé válik, amit egybe- vagy hozzászámlálásnak lehetne nevezni. Arról van szó, hogy vesszük az egyik - gyakorta, de nem szükségképp a nagyobb – összeadandót reprezentáló „egyenértékes” sokaságot, majd ehhez sorra hozzátesszük (néha csak gondolatban) a másik összeadandót reprezentáló „egyenértékes” sokaság elemeit. Például, ha 5-öt és 3-at kell összeadni, vesszük 5 ujjunkat, és a másik kezünkön 3 ujjunkat, majd az 5 ujjhoz egyenként hozzászámláljuk a 3 ujjat így: „hat, hét, nyolc, az 5+3 összeadás eredménye tehát nyolc”.
Ez a nyugati civilizációban az óvodáskor környékén következik be. Az életkor előrehaladtával ezt az alapvető szenzomotoros tevékenységet egyre újabb és újabb összeadási stratégiákkal teszik hatékonyabbá. Kezdetben egyik kezükön elszámolnak az egyik összeadandóig, a másik kezükön a másik összeadandóig, majd az összes felemelt ujjukat megszámolják. Egy következő stratégia, amikor elszámolnak az első összeadandóig, majd annyi lépést tesznek előre, amennyit a második számjegy elérése megkíván (így elkerülhető, hogy az ujjak unióját kétszer kelljen végigszámolni). A következő stádium, hogy az első számjegyet számolás nélkül felmutatják és onnan számolnak tovább a második számjegyig. A formális iskolai képzés előtt, kb. 5-6 éves korban megjelenik a minimumstratégia: a gyerekek intuitíven felismerik az összeadás kommutativitását (felcserélhetőségét), és két szám összeadásakor mindig a nagyobbat veszik előre (pl.: a 2+4-et megfordítják 4+2-re). Ez további számlálásspórolást jelent (feltéve, hogy a gyermek már eljutott a gyakorlottság ama fokára, hogy képes az első összeadandót számlálás nélkül reprezentálni az ujjakkal). A stratégiák közt lehetnek átfedések, egy bizonyos életkorban több stratégiát is váltogathatnak.
Az alapján választanak stratégiát, hogy a különböző lehetőségek segítségével várhatóan mennyi ideig tart a számolás és milyen valószínűséggel jutnak helyes eredményhez.

## Iskoláskor

### A számtani műveletek automatizálódása
Az iskolai oktatás és a sok gyakorlás elősegíti újabb stratégiák megtanulását. Egyre gyakoribbá válik a számtani tények előhívása: megtanulják az egyszerű összeadások eredményeit vagy a szorzótáblát. 3. osztályban a diákok már sok összeadást tudnak fejből; amikor elkezdik tanulni a szorzótáblát, az összeadásokhoz szükséges idő megnő és megjelennek a 3+4=12 típusú hibák is (összeadási tény helyett szorzási tényt hívnak elő).
Fontos, hogy a gyerekek kapcsolatokat alakítsanak ki a számolás mechanikája és a jelentés között, különben olyan megoldásokat adhatnak, amelyek hibásak vagy a hétköznapi élet szempontjából értelmetlenek. Például ha egy buszra 20-an férnek fel, és az iskolai csoport 30 tagú, akkor a gyerek megoldása szerint 1,5 buszra van szüksége az osztálynak. Fél buszt azonban nehéz igénybe venni. Az írásban végzett műveletekkel kapcsolatos hibák is sokszor abból fakadnak, hogy a mechanikus műveletek apróbb hibáit nem tudja korrigálni a megértés. Például ha írásban a 15-ből kell kivonni a 8-at, akkor gyakori hiba végeredményként a 13. Ugyanis az ötből nem tudja kivonni a nyolcat, így inkább megcseréli a két számjegyet – helytelenül. Ha össze tudná kapcsolni az írásbeli műveletet a kivonás jelentésével, akkor nem próbálná megcserélni az operandusokat.

### A számolástudatlanság
A legtöbb iskola azonban megelégszik azzal a célkitűzéssel, hogy értelmetlen, mechanikus számtani formulákat véssen a gyerekek fejébe. A gyerekek nem számolhatnak többé az ujjaikon, egy művelet megoldása esetén az az elvárás, hogy emlékezetből hívják elő a választ. Ez sokszor tanulási nehézséget, a matematikatanulás akár igen nagymértékű kognitív és érzelmi defektjét is okozhatja. A természetes fejlődés menete megtörik, ugyanis a tanárok sokszor elfelejtik vagy (a fejszámolás megtanítása céljából) szándékosan figyelmen kívül hagyják, hogy az alsóbb osztályos gyermekek még akkor is megőrzik az összeadás enaktív jellegének hitét, amikor már megismerték a tízes számrendszert, melyben pedig az összeadás - kis túlzással - egy puszta szintaktikai művelet.
H. Ginsburg egyik vizsgálata során egy első osztályos (hatéves), átlagos képességűnek és teljesítményűnek tartott  tanulóval, Tobyval olyan beszélgetést vett fel, melynek során kiderült: nem tudja, illetve nem biztos benne, mit jelent a plusz- és egyenlőségjel, bár nyilvánvaló, hogy a + meglátására (enaktív, hozzászámlálásos) összeadást kell végezni (az összeadásokat általában az ujjain végezte el), az = pedig azt jelentheti, a „vége következik”, vagyis a „számmondatok” (ez nem Toby, hanem Ginsburg szava) megmondják, mit kell tenni. „Tehát, ha a + jel azt kiabálja, hogy „Add össze azokat a számokat!”, az = jel pedig azt visítja, hogy „Írd ide a választ!”. Ezzel kapcsolatosan az egyenlőségi reláció elvesztette szimmetriáját: Toby számára az 5+2=7 azonosság meglehetősen értelmes volt (eltekintve attól, hogy nem minden részletéhez tudott megfogható jelentést kapcsolni, pl. a + jelhez nem), abban azonban nem volt biztos, a 7=5+2 jelsort helyes-e leírni. Ginsburg (az ezen interjúhoz fűzött 15., 1983-as vizsgálatokra hivatkozó lábjegyzete) szerint Toby nincs egyedül e megközelítéssel, a legtöbb gyerek e korban a + és = jeleket cselekvésként értelmezi, ennek nyilvánvaló oka, hogy az órai gyakorlatok, a házi feladatok, a munkafüzet példái mind kalkulációként hangsúlyozzák ki az összeadást, aminek következtében az egyenlőségjel valódi jelentése (például az egyenlőségi reláció szimmetriája) elmosódik. Ez persze önmagában nem feltétlenül baj (a tanárok ma már általában tisztában kell, hogy legyenek azzal, hogy a matematikai fogalmaknak a diákok elméjében való megjelenése az életkorra jellemző sajátosságokat mutat): a baj akkor történik, ha a tanár és a tanuló matematikai fogalmai konfliktusba kerülnek.
Bár Toby példája és hibái nem tartoznak a legsúlyosabbak közé, a folyamatnak sokkal rosszabb kimenetele is lehetséges: a gyermekek szoronghatnak a teljesítménykényszer miatt; kis automatákká válnak, amelyek a maguk következetes módján helytelenül számolnak; mert „nem gondolkodnak” (persze gondolkodnak, csak épp a matematika formális szabályainak nincs számukra tartalmi jelentése, ezért a gondolkodásuk helyességére nézve nincsenek biztos irányító, ellenőrző elveik). Végül teljesen elidegenedhetnek a matematikától, környezetük megállapítja, hogy „nem tudnak számolni” (amin általában azt értik, hogy összekeverik és helytelenül alkalmazzák még az olyan egyszerű algebrai azonosságokat is, mint a szorzás disztributivitása); aminek sokkal később a középiskolában és pályaválasztásban is súlyos kárát láthatják. John Paulos ezt a jelenséget számolástudatlanságnak nevezi, amely gyors, óriási tévedésekben nyilvánul meg a végeredményt illetően (pl.: 1/5 + 2/5 = 3/10 mivel 1+2=3 és 5+5=10 vagy 0,2+4=0,6 mivel 2+4=6).
A kutatók szerint segíteni kell a gyerekeket abban, hogy felfedezzék, hogy a matematikai műveleteknek jelentésük van, amit a számszerű mennyiségekre vonatkozó, veleszületett érzékükkel (mentális számegyenes) reprezentálni tudnak. A megértés könnyen elősegíthető különböző analógiákkal, amelyek mentális modellként szolgálnak. Egyszerű összeadás esetén bármilyen tárgyak összeadásához kapcsolhatjuk az összeadást, pl.: 3 alma + 6 alma = 9 alma. A negatív számok könnyen megérthetőek a hőmérséklet analógiával, pl.: 3 °C - 9 °C= -6 °C. A törtek fogalmát akkor a legkönnyebb megérteni, ha például tortaszeletekhez hasonlítjuk őket (pl.: fél torta + egyharmad torta → megérti, hogy az eredmény kisebb 1-nél). A tortaszeletek kapcsán azt is megértheti, hogy a szeleteket kisebb, azonos nagyságú darabokra kell vágni (közös nevező), hogy ki lehessen számolni a végeredményt pl.: 1/2+ 1/3 = 5/6.

### Egyéb típushibák iskoláskorban
A gyerekek sokszor esnek olyan csapdák áldozatául, amelyek nem szorosabb értelemben vett matematikai hibák, hanem a szövegértés, a modellalkotás vagy az eredmény interpretációjának helytelenségéből adódnak. Példa: Juditnak 5 babája van, 2-vel kevesebb, mint Évának. Hány babája van Évának? A „kevesebb” szó automatikusan kiváltja a kivonási sémát, holott az összeadás lenne a helyes művelet a feladat megoldásakor. Ezt a tévedést részben a gátló funkciók (amelyek a prefrontális kéregben lokalizálhatóak) éretlenségével magyarázzák, ami a serdülőkor végéig vagy még utána is problémát jelenthet, mivel a prefrontális kéreg érése kb. 20-25 éves korban fejeződik be teljesen. Egy másik (talán jobban elfogadható) magyarázat szerint az emberek közvetlen transzlációt használnak az ilyen feladatokban, tehát a kulcsszavakat gondolkodás nélkül fordítják le műveletekké („kevesebb”→ kivonás, „több”→ összeadás).

## Felnőttek
A fiatal felnőttek legtöbbször emlékezetből hívják elő az egyjegyű összeadások és szorzások eredményeit, csak akkor folyamodnak számláláshoz, ha nem jut eszükbe az eredmény. Ahogy a műveletben használt számok egyre nagyobbak lesznek, úgy az emlékezeti táblázathoz való hozzáférés egyre több időt vesz igénybe, pl. a 2+3 gyorsabban megy, mint a 8+7 (ún. méret hatás).
Ennek a lassulásnak 3 oka lehet:
1. a nullától induló aktiváció annál tovább tart, minél nagyobb a szám,
2. a kisebb számokkal végzett műveleteket hamarabb tanulják, mint a nagyobb számokkal végzetteket,
3. kevesebbet gyakorolják a nagyobb számokkal végzett műveleteket, mivel a számok gyakorisága a mérettel együtt csökken.

A felnőttek többjegyű számoknál leggyakrabban számológépet használnak, az írásbeli összeadás ritka.
Az agy asszociatív működése miatt náluk is gyakoriak a 3+4=12 vagy 3·3=6 típusú hibák (összeadási és szorzási tények összekeverése, ún. tábla hibák). Több időt vesz igénybe annak a felismerése, hogy a 2·3=5 az hamis, mint a 2·3=7 , mivel a korábbi eredmény összeadás esetén helyes lenne.
A felnőttek is elkövetnek közvetlen transzlációs hibákat, ahogy az iskoláskorú gyerekek.
A 24+59 feladat írásbeli kiszámítása felnőtteknél teljes koncentrációt igényel és a gyors számolás érdekében nem is figyelnek oda az elvégzett műveletek értelmére, automatikusan számolnak.